# Pradines (Loire)
Pradines ist eine französische Gemeinde mit 902 Einwohnern (Stand: 1. Januar 2022) im Département Loire in der Region Auvergne-Rhône-Alpes. Sie gehört zum Arrondissement Roanne und zum Kanton Charlieu.

## Geographie
Die Gemeinde Pradines liegt etwa neun Kilometer ostsüdöstlich von Roanne. Der Fluss Rhins bildet die südliche Gemeindegrenze. Umgeben wird Pradines von den Nachbargemeinden Perreux im Nordwesten und Norden, Montagny im Nordosten, Régny im Osten, Neaux im Süden sowie Notre-Dame-de-Boisset im Südwesten und Westen.

## Bevölkerungsentwicklung
| Jahr                       | 1962 | 1968 | 1975 | 1982 | 1990 | 1999 | 2006 | 2012 | 2021 |
| -------------------------- | ---- | ---- | ---- | ---- | ---- | ---- | ---- | ---- | ---- |
| Einwohner                  | 522  | 483  | 502  | 498  | 604  | 608  | 640  | 748  | 902  |
| Quellen: Cassini und INSEE |      |      |      |      |      |      |      |      |      |

## Sehenswürdigkeiten
- Kloster Pradines, seit 1803 in einem früheren Schloss aus dem 17. Jahrhundert untergebracht

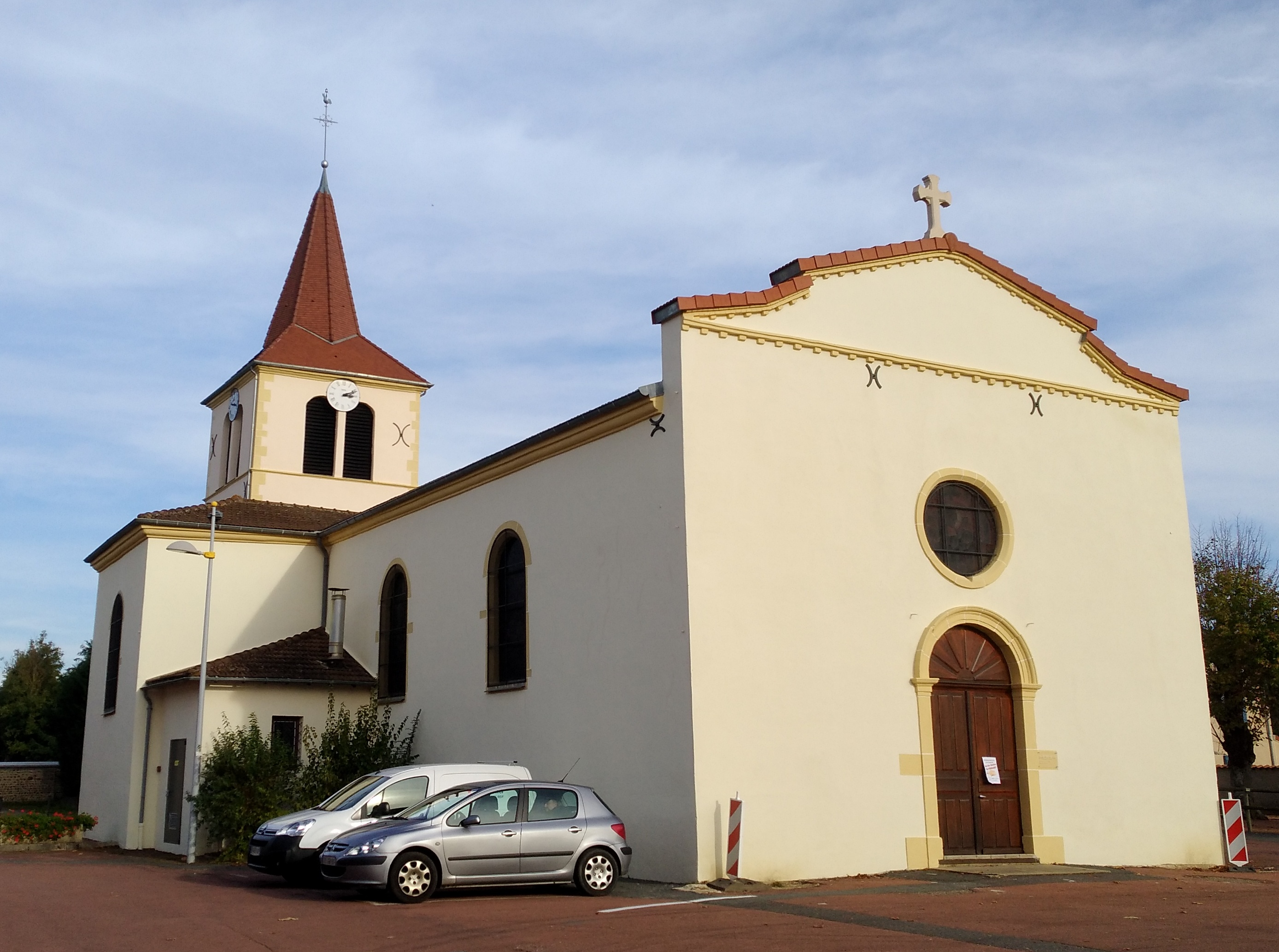
Kirche Saint-Pierre-et-Saint-Claude
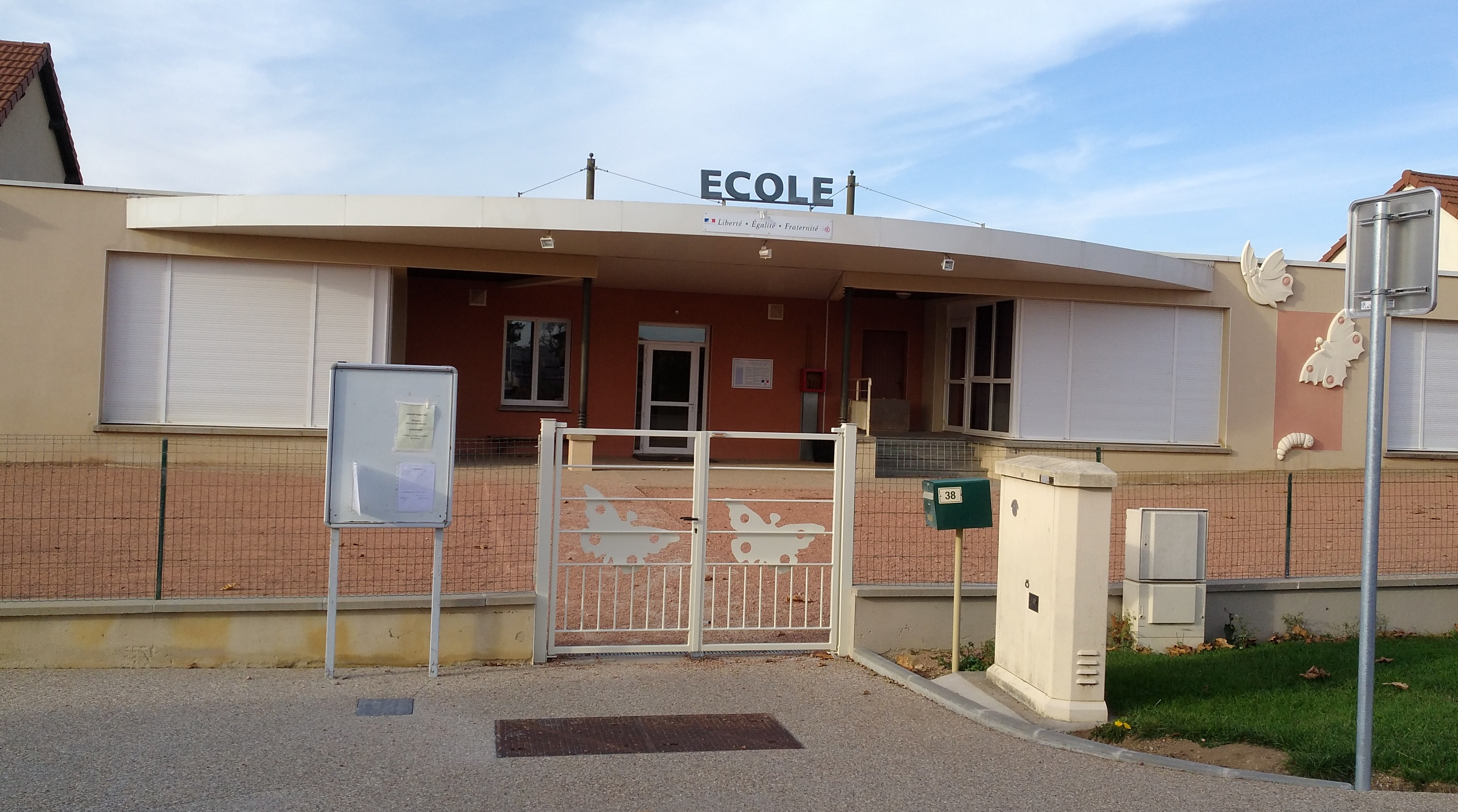
Schule
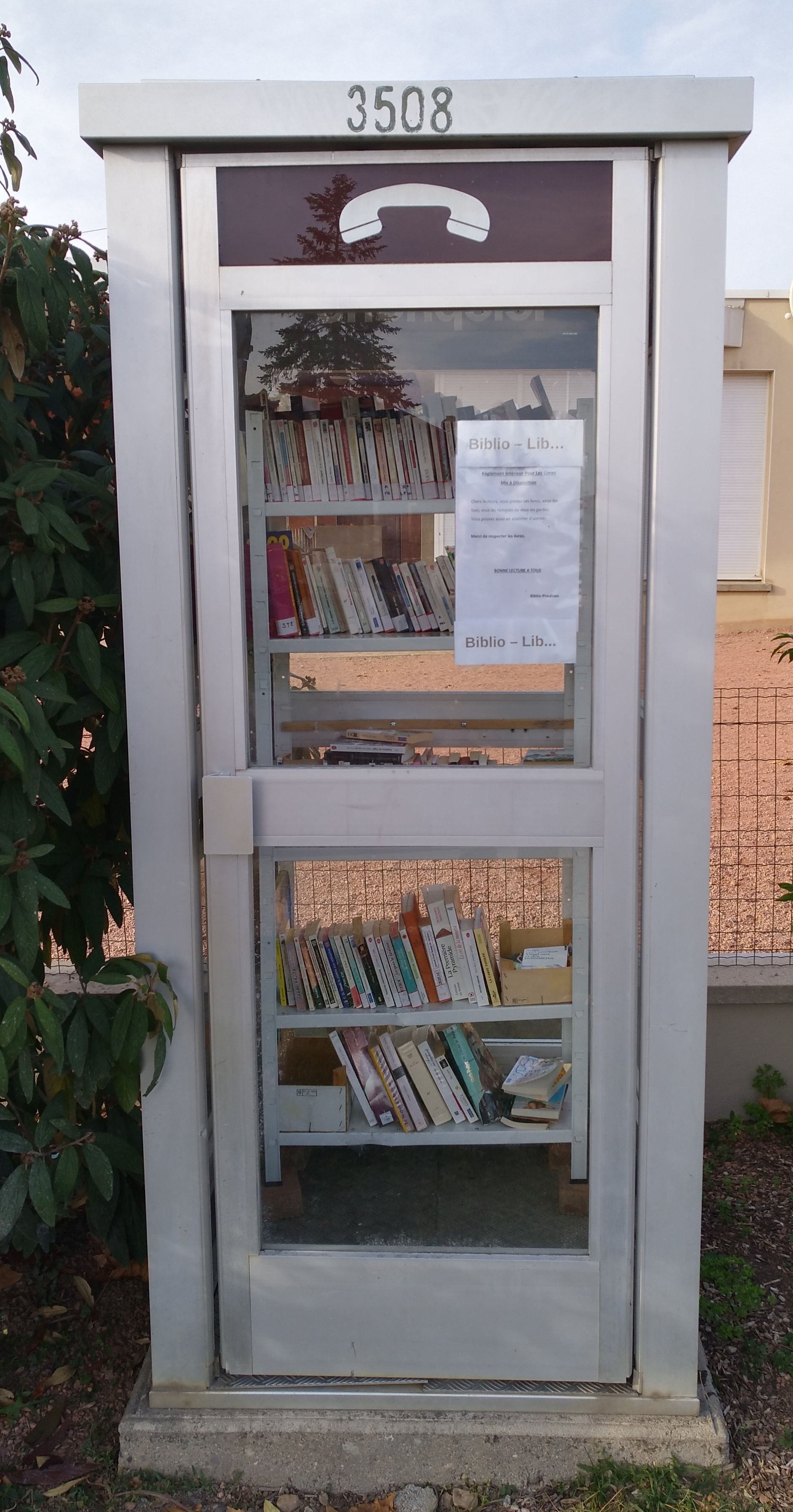
Öffentlicher Bücherschrank

- Kirche Saint-Pierre-et-Saint-Claude
- Schule
- Öffentlicher Bücherschrank

## Persönlichkeiten
- Thérèse de Bavoz (1768–1838), französische Benediktinerin, Äbtissin und Ordensgründerin, Gründerin von Kloster Pradines und dort gestorben